# ZiŁ-131

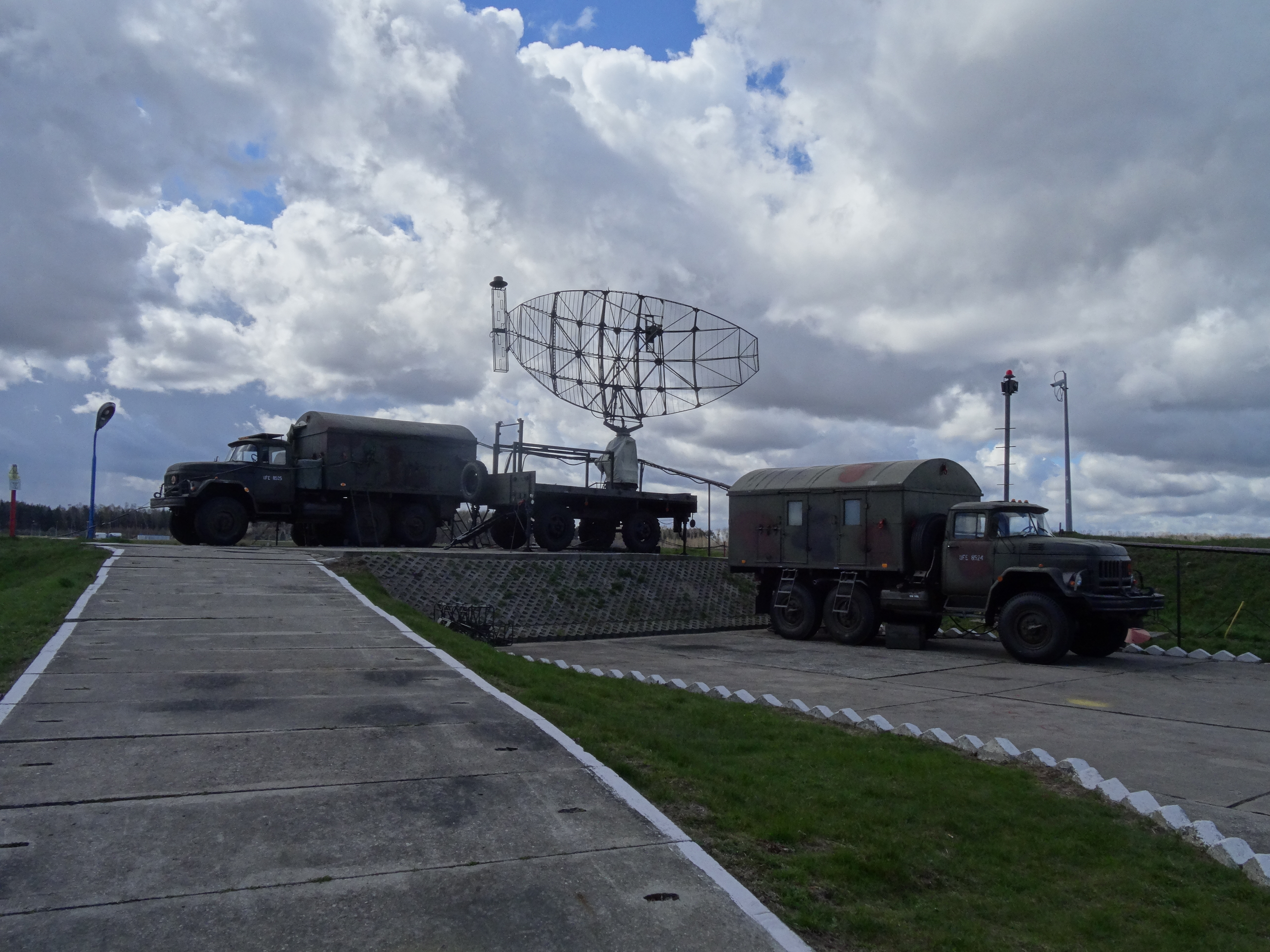
ZiŁy-131, stacja radarowa

ZiŁ-131 – radziecki samochód ciężarowy produkowany przez firmę ZiŁ w latach 1966-2002. Do napędu użyto silnika V8 o pojemności sześciu litrów. Moc przenoszona była na wszystkie osie (6x6) poprzez 5-biegową skrzynię biegów. Następca modelu ZiŁ-157.
ZiŁ-131 początkowo był wojskową wersją modelu ZiŁ-130. W późniejszym czasie powstało wiele odmian, m.in. śmieciarka, cysterna, ciągnik siodłowy czy holownik. Następcą został ZiŁ-4334.
Na bazie ZiŁ-131 budowano w ZSRR szereg specjalistycznych zabudów wojskowych, m.in. samochody warsztatowe (TRM-A-70, TRM-75, PRZS-70, EGSM-70, MES, MESP-AT).

## Dane techniczne

### Silnik
- V8 6,0 l (5969 cm³), 2 zawory na cylinder, benzynowy, OHV
- Układ zasilania: gaźnik
- Średnica cylindra × skok tłoka: b/d
- Stopień sprężania: 6,5:1
- Moc maksymalna: 150 KM przy 3200 obr./min
- Maksymalny moment obrotowy: 410 przy 1900 obr./min

### Osiągi
- Prędkość maksymalna: 80 km/h (załadowany)
- Średnie zużycie paliwa: 65,0 l/100 km (150-200 l/100 km w terenie)

### Inne
- Ładowność: 5000 kg + 5000 kg (przyczepa)
- Prześwit: 330 mm

## W muzeach
- Muzeum Techniki Militarnej w Tarnowskich Górach
- Muzeum Techniki Militarnej i Użytkowej[3]